# (10989) Dolios
(10989) Dolios – planetoida z grupy trojańczyków okrążająca Słońce w ciągu 11 lat i 267 dni w średniej odległości 5,16 j.a. Została odkryta 19 września 1973 roku przez Cornelisa i Ingrid van Houtenów na płytach Palomar Schmidt wykonanych przez Toma Gehrelsa. Przed nadaniem nazwy planetoida nosiła oznaczenie tymczasowe (10989) 1973 SL1.